# VfB Lützel
VfB Lützel is een Duitse voetbalclub uit Lützel, een stadsdeel van Koblenz, Rijnland-Palts.

## Geschiedenis
In 1891 werd de turnclub TV Coblenz-Lützel opgericht, die op 19 augustus 1919 ook een voetbalsectie oprichtte. In 1923 besliste de overheid dat balsport- en turnclubs niet onder één dak mochten waardoor de voetballers zelfstandig werden onder de naam VfB Lützel. De club was aangesloten bij de West-Duitse voetbalbond. In 1928 werd een nieuwe competitie opgericht, de Middenrijncompetitie, die de achtste hoogste klasse werd van de West-Duitse bond. Lützel mocht aantreden in de hoogste afdeling en werd in het eerste seizoen derde. Het volgende seizoen kon de club de vicetitel behalen achter FV 1911 Neuendorf. Hierdoor mocht de club naar de West-Duitse eindronde voor vicekampioenen. De club verloor meteen van Düsseldorfer TSV Fortuna 1895 en was uitgeschakeld. Hierna werd de competitie in twee reeksen opgedeeld en Lützel werd nu opnieuw tweede, achter TuS Mayen. In 1931/32 werd de club achtste op tien clubs en degradeerde doordat de competitie werd ingekrimpt naar één reeks.
In 1941 promoveerde de club naar de Gauliga Moselland en werd daar voorlaatste. In 1951 speelde de club in de nieuwe II. Liga Südwest, de tweede klasse onder de Oberliga Südwest en degradeerde na één seizoen. Twee jaar later degradeerde de club ook uit de Amateurliga Rheinland. Ze konden terugkeren van 1959 tot 1963 en opnieuw van 1968 tot 1974. Hierna verdween de club in de anonimiteit en speelt tegenwoordig in de laagste reeksen.